# Élections régionales de 2010 en Midi-Pyrénées
Pour un article plus général, voir Élections régionales françaises de 2010.

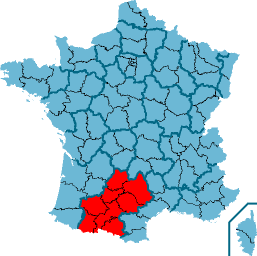
La région Midi-Pyrénées

Les élections régionales ont eu lieu les 14 et 21 mars 2010.

## Mode d'élection
Le mode de scrutin est fixé par le code électoral. Il précise que les conseillers régionaux sont élus tous les six ans.
Les conseillers régionaux sont élus dans chaque région au scrutin de liste à deux tours sans adjonction ni suppression de noms et sans modification de l'ordre de présentation. Chaque liste est constituée d'autant de sections qu'il y a de départements dans la région.
Si une liste a recueilli la majorité absolue des suffrages exprimés au premier tour, le quart des sièges lui est attribué. Le reste est réparti à la proportionnelle suivant la règle de la plus forte moyenne. Une liste ayant obtenu moins de 5 % des suffrages exprimés ne peut se voir attribuer un siège.
Sinon on procède à un second tour où peuvent se présenter les listes ayant obtenu 10 % des suffrages exprimés. La composition de ces listes peut être modifiée pour comprendre les candidats ayant figuré au premier tour sur d’autres listes, sous réserve que celles-ci aient obtenu au premier tour au moins 5 % des suffrages exprimés et ne se présentent pas au second tour. À l’issue du second tour, les sièges sont répartis de la même façon.
Les sièges étant attribués à chaque liste, on effectue ensuite la répartition entre les sections départementales, au prorata des voix obtenues par la liste dans chaque département.

## Contexte régional
La région Midi-Pyrénées est historiquement et traditionnellement considérée comme de gauche, et tout particulièrement comme l'un des principaux bastions du radical-socialisme. Les premiers présidents du conseil régional avant son élection au suffrage universel direct en 1986 (étant composé alors des parlementaires et de représentants des conseils généraux et des principales municipalités) furent les socialistes Alain Savary de 1973 à 1981 puis Alex Raymond de 1981 à 1988.
Mais la région Midi-Pyrénées a aussi une histoire importante avec le courant centriste, qui se manifeste depuis les années 1970, animé notamment par le maire de Toulouse Pierre Baudis puis par son fils et successeur Dominique Baudis. Ainsi, le conseil régional connut une majorité de centre droit jusqu'en 1998. Les deux premiers présidents élus furent Dominique Baudis (UDF-CDS) de 1986 à 1988 puis Marc Censi (UDF-PR puis DL) de 1988 à 1998.
Depuis 1965, et à l'exception de l'élection de 1969 qui a vu s'affronter au second tour deux candidats de droite et du centre et de celle de 2002 où cette fois-ci s'opposaient le président sortant de droite Jacques Chirac et le dirigeant du Front national Jean-Marie Le Pen, seuls le Tarn-et-Garonne (qui a voté à droite majoritairement au second tour à chaque scrutin depuis 1995, tandis qu'il fut le seul département de la région à placer en tête Jean-Marie Le Pen au premier tour en 2002) et l'Aveyron (qui a voté pour le candidat de droite au second tour à chaque élection sauf en 1988) n'ont pas donné gagnant à chaque fois le candidat socialiste à la présidentielle. Cinq des neuf départements dans lesquels Lionel Jospin étaient arrivés en tête lors de l'élection présidentielle de 2002 se trouvaient en Midi-Pyrénées (la Haute-Garonne, les Hautes-Pyrénées, le Gers, le Tarn et l'Ariège, c'est d'ailleurs dans ce dernier qu'il a engrangé son meilleur score avec 23,73 % des voix). En 2007, Ségolène Royal arrive en tête au premier tour dans six des huit départements (tous sauf l'Aveyron et le Tarn-et-Garonne) et obtient son meilleur score dans l'Ariège avec 35 % des suffrages exprimés. Au second tour, ces mêmes département l'ont préféré à Nicolas Sarkozy pour accéder à la présidence de la République, avec des scores supérieurs à 55 % dans le Lot (56,43 %), les Hautes-Pyrénées (57,37 %) et l'Ariège (59,46 %, son meilleur score de France métropolitaine), ou proche dans la Haute-Garonne (54,47 %). Et les deux autres départements ne donnent la victoire que de peu au candidat de l'UMP, en dessous de son résultat national : l'Aveyron avec 50,83 % des suffrages, le Tarn-et-Garonne un peu plus largement avec 53 % des voix. En tout, la région Midi-Pyrénées pour Ségolène Royal à 31,11 % au premier tour et 53,29 % au second, contre respectivement 26,29 % et 46,71 % pour Nicolas Sarkozy.
Aux élections régionales de 1998, elle fait partie des huit régions sur 22 en France métropolitaine à être gagnées par la gauche. Les listes PS-PRG-PCF (à quoi s'ajoutent les Verts dans l'Aveyron, dans la Haute-Garonne et dans le Tarn, ils avaient monté des listes distinctes dans les cinq autres départements) du député-maire socialiste de Figeac (Lot) arrivent ainsi en tête dans cinq des huit départements avec un score cumulé régionalement de 38,86 % des suffrages exprimés et 41 sièges sur 91, devançant assez nettement les 31,5 % et 34 élus obtenu par l'union UDF-RPR du président sortant Marc Censi (à quoi il faut ajouter 4 autres élus divers droite ou dissidents de l'UDF). Toutefois, la gauche plurielle n'a pas, du fait du mode de scrutin (à un tour et sans prime au vainqueur), de majorité absolue, tandis que le FN, avec 8 sièges, fait figure, comme dans les autres conseils régionaux issus de cette élection, de pivot,. Réélu dans un premier temps avec les voix du FN président du conseil régional le 23 puis le 30 mars 1998, Marc Censi démissionne les deux fois immédiatement en signe de refus du soutien de l'extrême-droite et offre donc le perchoir régional à Martin Malvy qui est finalement élu à la majorité relative au troisième tour le 7 avril 1998 par 44 voix (les 41 de la gauche plurielle, les deux de la LCR et une des deux CPNT) contre 38 à l'UDF radical ariègeois, député-maire de Pamiers, André Trigano, et 9 au frontiste Bernard Antony.
Aux régionales suivantes de 2004, la victoire de Martin Malvy et de sa liste PS-PRG-PCF est plus nette : il s'offre le deuxième meilleur score de France métropolitaine (derrière les 46,29 % de la liste de Ségolène Royal en Poitou-Charentes, en sachant que cette dernière avait uni derrière elle toute la gauche plurielle tandis que Martin Malvy dut faire face à une liste des Verts au premier tour) et le troisième de l'ensemble du pays (après également les 44,29 % de Victorin Lurel en Guadeloupe) du premier tour (avec 41,39 % des suffrages exprimés contre 19 % seulement à la liste UMP du député-maire de Millau dans l'Aveyron Jacques Godfrain, 11,77 % au FN Louis Aliot et 10,15 % à l'UDF Michel Valdiguié). Au deuxième tour, il obtient, avec 57,6 % des suffrages et 52 élus sur 81 contre 30,43 % et 21 sièges à l'union des listes UMP et UDF, et 12,06 % et 8 conseillers régionaux au FN, non seulement la majorité absolue qui lui manquait lors de son premier mandat, mais en plus le troisième score métropolitain (derrière les 62,02 % de Jean-Paul Denanot dans le Limousin et les 58,79 % de Jean-Yves Le Drian en Bretagne) et le quatrième national (derrière les 58,23 % de Victorin Lurel en Guadeloupe également).
Aux élections municipales de 2008, les communes de Graulhet (Tarn, avait été gagnée par l'UMP en 2001), de Saint-Gaudens (Haute-Garonne, commune gouvernée par la droite de 1947 à 1989 et depuis 2001) et surtout de Rodez (préfecture de l'Aveyron, fief de la droite depuis 1935 et dont le maire depuis 1983 n'était autre que l'ancien président de la région Marc Censi) basculent à gauche dès le premier tour. Au second tour, c'est notamment Toulouse, qui avait un maire de centre droit ou de droite depuis 1971, qui retourne au bout de 37 ans à la gauche puisque le député-maire socialiste de Ramonville-Saint-Agne Pierre Cohen (qui change ainsi de commune d'élection) et sa liste de gauche plurielle y bat, relativement de peu, le maire sortant UMP Jean-Luc Moudenc avec 1 209 voix et 0,84 points d'avance (50,42 % des voix et 52 élus contre 49,58 % et 17 sièges). Cahors (préfecture du Lot, bastion radical-socialiste qui avait été remportée en 2001 par l'UDF), Millau (Aveyron, au centre ou à droite de 1947 à 1977 et depuis 1995, le maire sortant depuis 1995 n'était autre que Jacques Godfrain, tête de liste UMP aux régionales de 2004) et Muret (Haute-Garonne, à droite de 1953 à 1989 et depuis 1995) sont également conquises ou reconquises par la gauche. Après ce scrutin, seules trois des huit préfectures, Montauban en Tarn-et-Garonne (avec l'UMP Brigitte Barèges), Tarbes dans les Hautes-Pyrénées (avec l'UMP radical Gérard Trémège) et Albi dans le Tarn (avec le divers droite Philippe Bonnecarrère) sont conservées par la droite.
Martin Malvy semble donc en bonne position pour conserver la région, et cela même s'il n'est pas soutenu, contrairement à 1998 et 2004, par le PCF qui fait partie pour le premier tour de la liste du Front de gauche menée par l'ancien membre de la LCR et désormais l'un des dirigeants et fondateurs de la Gauche unitaire Christian Picquet. De plus, comme en 2004, les Verts font cavalier seuls au premier tour à travers Europe Écologie associée au Mouvement écologiste indépendant, sous la conduite de l'ancien vice-président du Parlement européen Gérard Onesta. La liste du mouvement centriste est quant à elle menée par Arnaud Lafon maire de Castanet-Tolosan. Arnaud Lafon a été le plus jeune maire de France d'une commune de plus de 10 000 habitants - il avait alors 25 ans - et a été réélu lors des dernières élections municipales en 2008.
Il est à noter que lors des européennes de juin 2009, la liste Europe Écologie menée par José Bové dans la circonscription Sud-Ouest avait réuni en Midi-Pyrénées 16,42 % des suffrages exprimés et celle du Front de gauche de Jean-Luc Mélenchon 8,06 % des voix, tandis que le PS mené par Kader Arif était tombé à 18,99 %, laissant la première place à la liste de la majorité présidentielle de l'ancien maire de Toulouse Dominique Baudis et ses 26,76 % des voix. Le taux de participation n'était toutefois que de 47,24 %. Un sondage de l'institut CSA réalisé du 7 au 9 novembre 2009 sur un échantillon de 1 009 personnes donne la liste Malvy en tête au premier tour avec 39 % des intentions de vote contre 25 % à la liste Majorité présidentielle de la députée-maire UMP de Montauban Brigitte Barèges, et victorieuse au second tour tant en cas de duel avec cette dernière par 69 % contre 31 % que lors d'une triangulaire qui verrait la liste Europe Écologie de Gérard Onesta se maintenir contre elle, avec 50 % des voix contre 30 % à la liste Barèges et 20 % à Onesta. L'étude montre également que le président sortant bénéficie d'une notoriété et d'une popularité assez forte, avec seulement 23 % des personnes interrogées déclarant ne pas le connaître et 57 % affirmant non seulement le connaître mais en plus avoir une bonne opinion de lui. En revanche, selon cette enquête, ces deux principaux concurrents montrent à ce moment-là un certain déficit auprès de l'opinion publique régionale : Brigitte Barèges apparaît inconnue de 66 % des sondés, et Gérard Onesta de 72 % d'entre eux. Avec 5 % des intentions de vote au premier tour, la liste du FN ne serait pas en situation de se qualifier pour le second tour : toutefois, le sondage à ce moment-là proposait Louis Aliot comme tête de liste, comme en 2004, alors que c'est finalement un autre conseiller régional du parti d'extrême-droite, Frédéric Cabrolier, qui a été désigné. Il en était de même pour le Front de gauche qui, avec à sa tête la vice-présidente sortante communiste du conseil régional Marie-Pierre Vieu (un temps pressentie pour prendre la première place de la liste) au lieu de Christian Picquet, arrivait également à 5 % d'intentions de vote, soit la limite minimum pour être en position de fusionner pour le second tour. Enfin, le dernier enseignement du sondage montre que, pour 38 % des personnes y ayant répondu, l'enjeu principal de la campagne reste l'emploi dans une région touchée par un taux de chômage de 9,1 % au troisième trimestre 2009 (égal à la moyenne de la France métropolitaine et le huitième, ex-æquo avec celui de Poitou-Charentes, des 22 régions de métropole),.

## Candidats

### Tous les candidats

Sandra Torremocha (Lutte ouvrière)
Myriam Martin[12] (NPA et alliés)
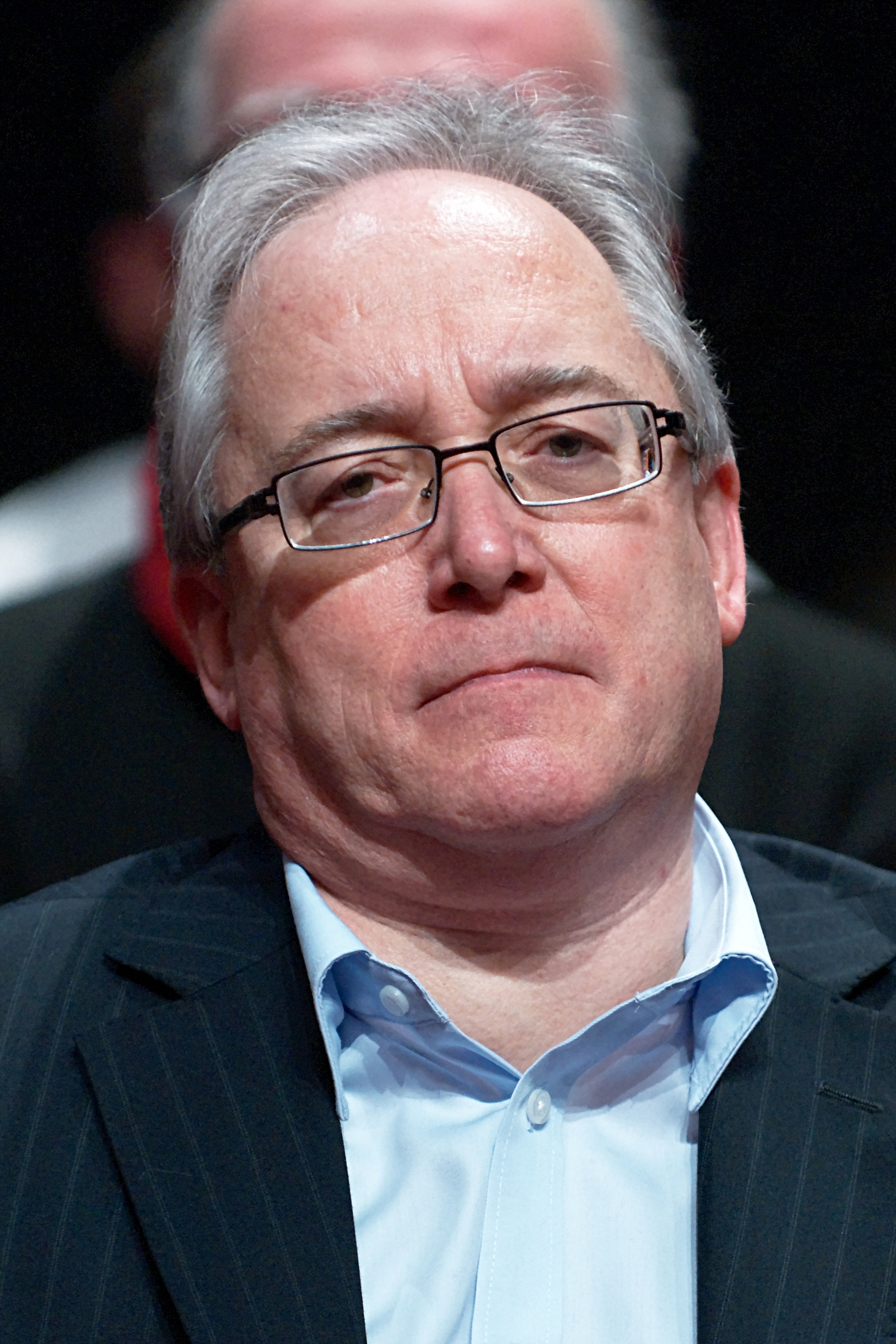
Christian Picquet[13] (Front de gauche et alliés) Porte-parole de GU.
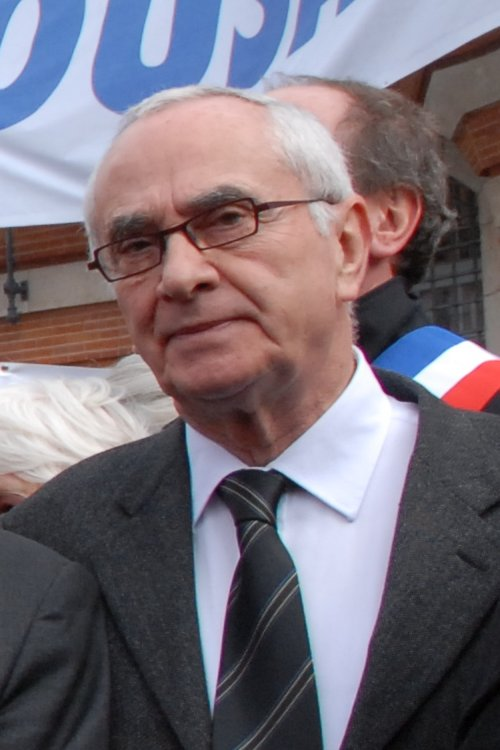
Martin Malvy (Parti Socialiste et alliés) Président sortant.
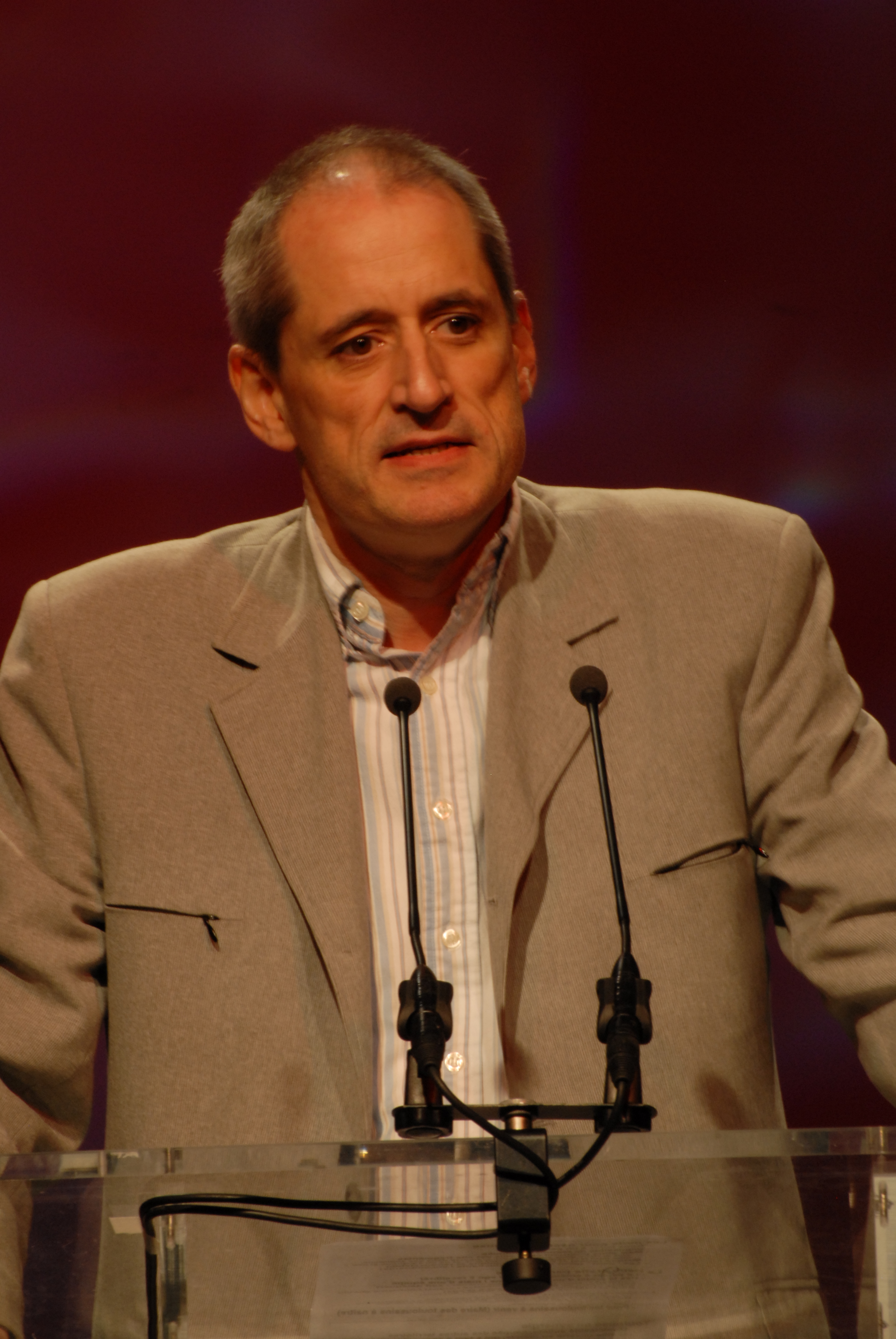
Gérard Onesta[14] (Europe Écologie) Ancien vice-président du parlement européen
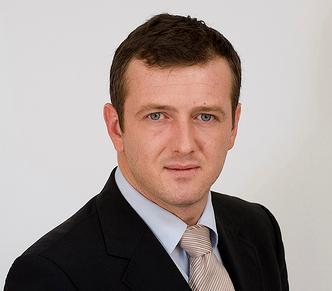
Arnaud Lafon (Mouvement démocrate) Maire de Castanet-Tolosan.
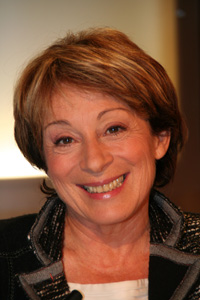
Brigitte Barèges (Majorité présidentielle) Députée-maire de Montauban.
Frédéric Cabrolier (Front national) Conseiller régional.

### Têtes de liste départementale
| Listes | Listes                                  | Ariège                            | Aveyron                                       | Haute-Garonne          | Gers                       | Lot                                    | Hautes-Pyrénées                        | Tarn                    | Tarn-et-Garonne                         |
| ------ | --------------------------------------- | --------------------------------- | --------------------------------------------- | ---------------------- | -------------------------- | -------------------------------------- | -------------------------------------- | ----------------------- | --------------------------------------- |
|        | Liste Torremocha (LO)                   | Michel Laserge                    | Martine Guiraud                               | Sandra Torremocha      | Tristan Lalanne            | Élisabeth Podgorny                     | François Meunier                       | Chantal Tressens        | Richard Blanco                          |
|        | Liste Martin (NPA & alliés)             | Denis Steel                       | Maxime Gaillac                                | Myriam Martin          | Gaël Schultz               | Jean-Luc Morestin                      | Sylvie Bacqué                          | Antoine Dequidt         | Sébastien Tési                          |
|        | Liste Picquet (FG & alliés)             | Lyliane Cassan (PCF)              | Guilhem Sérieys (PG)                          | Charles Marziani (PCF) | Maurice Salles (PCF)       | Anne Laporterie (PG)                   | Marie-Pierre Vieu (PCF)                | Jeanne Jimenez (PCF)    | Marie-Claude Bouyssi (Altermondialiste) |
|        | Liste Malvy (PS & alliés)               | Marc Carballido (PS)              | Marie-Lou Marcel (PS)                         | Martin Malvy (PS)      | Jean-Louis Guilhaumon (PS) | Marie-Odile Delcamp (PS)               | Bernard Plano (PS)                     | Gérard Poujade (PS)     | Sylvia Pinel (PRG)                      |
|        | Liste Onesta (EÉ & alliés)              | François Calvet (Agriculteur bio) | Marie-Françoise Vabre (Militante associative) | Gérard Onesta (Verts)  | Fatma Adda (Verts)         | Alain Ciekanski (Les Amis de la Terre) | Nathalie Nowak (Militante associative) | Guillaume Cros (Verts)  | Annie Bonnefont (Verts)                 |
|        | Liste Lafon (MoDem)                     | Krysthel Collet                   | Jean-Marie Daures                             | Arnaud Lafon           | Victoire Crispel           | Jean-Claude Tassain                    | Pierre Lagonelle                       | Laurence Pujol          | Thierry Faget                           |
|        | Liste Barèges (Majorité Présidentielle) | Philippe Calleja (UMP)            | Jean-Claude Luche (UMP)                       | Brigitte Barèges (UMP) | Christiane Pieters (UMP)   | Monique Martignac (UMP)                | Gérard Trémège (UMP-Rad)               | Jacques Thouroude (UMP) | Thierry Deville (ex-PRG)                |
|        | Liste Cabrolier (FN)                    | Armand Delamare                   | Jean-Pierre Auregan                           | Frédéric Cabrolier     | Vanessa Assenne            | Jean-Marie Durand                      | Jean-Pierre Atoch                      | Jean-Paul Piloz         | Thierry Viallon                         |

## Sondages

### Intentions de vote
Avertissement : Les résultats des intentions de vote ne sont que la mesure actuelle des rapports de forces politiques. Ils ne sont en aucun cas prédictifs du résultat des prochaines élections.
La marge d'erreur de ces sondages est de 4,5 % pour 500 personnes interrogées, 3,2 % pour 1000, 2,2 % pour 2000 et 1,6 % pour 4000.

#### Premier tour
| Listes | Listes                               | CSA 7-9 nov. 2009 | BVA 22-23 fevr. 2010 | TNS Sofres 26 fevr-1er mars 2010 | IFOP 2-3 mars 2010 |
| ------ | ------------------------------------ | ----------------- | -------------------- | -------------------------------- | ------------------ |
|        | Liste Torremocha (LO)                | 2 %               | 1 %                  | 2 %                              | 0,5 %              |
|        | Liste Martin (NPA)                   | 2 %               | 2 %                  | 2,5 %                            | 3 %                |
|        | Liste Picquet (FG)                   | 5 %               | 6 %                  | 5 %                              | 5,5 %              |
|        | Liste Malvy (PS et alliés)           | 39 %              | 37 %                 | 40 %                             | 40 %               |
|        | Liste Onesta (EÉ-AEI)                | 17 %              | 17 %                 | 16 %                             | 13 %               |
|        | Liste Lafon (MoDem)                  | 5 %               | 3 %                  | 4,5 %                            | 6 %                |
|        | Liste Barèges (Maj.présidentielle)   | 25 %              | 25 %                 | 21 %                             | 23 %               |
|        | Liste Cabrolier (FN)                 | 5 %               | 9 %                  | 9 %                              | 9 %                |
|        | N’expriment pas d’intentions de vote | ---               | 7 %                  | ---                              | ---                |
|        | Personnes interrogées                | 1009              | 801                  | 800                              | 708                |

#### Second tour
| Listes | Listes                               | CSA 7-9 nov. 2009 | CSA 7-9 nov. 2009 | BVA 22-23 fevr. 2010 | TNS Sofres 26 fevr-1er mars 2010 | TNS Sofres 26 fevr-1er mars 2010 | IFOP 2-3 mars 2010 | IFOP 2-3 mars 2010 |
| ------ | ------------------------------------ | ----------------- | ----------------- | -------------------- | -------------------------------- | -------------------------------- | ------------------ | ------------------ |
|        | Liste Malvy (PS-PC-EÉ et alliés)     | 50 %              | 69 %              | 46 %                 | 53 %                             | 69 %                             | 52 %               | 65 %               |
|        | Liste Barèges (Maj.présidentielle)   | 30 %              | 31 %              | 32 %                 | 27 %                             | 31 %                             | 33 %               | 35 %               |
|        | Liste Onesta (EÉ-AEI)                | 20 %              | ---               | 22 %                 | 20 %                             | ---                              | 15 %               | ---                |
|        | N’expriment pas d’intentions de vote | ---               | ---               | 6 %                  | ---                              | ---                              | ---                | ---                |
|        | Personnes interrogées                | 1009              | 1009              | 801                  | 800                              | 800                              | 708                | 708                |

## Résultats

### Régionaux
| Tête de liste  | Tête de liste      | Liste                                                        | Premier tour | Premier tour | Second tour | Second tour | Sièges | Sièges |
| Tête de liste  | Tête de liste      | Liste                                                        | #            | %            | #           | %           | #      | %      |
| -------------- | ------------------ | ------------------------------------------------------------ | ------------ | ------------ | ----------- | ----------- | ------ | ------ |
|                | Martin Malvy*      | PS et alliés                                                 | 415 096      | 40,93        | 705 430     | 67,77       | 69     | 75,82  |
|                | Gérard Onesta      | EÉ - MEI                                                     | 136 543      | 13,46        | 705 430     | 67,77       | 69     | 75,82  |
|                | Christian Picquet  | FG - Mouvement politique d'éducation populaire (M'PEP) - R&S | 70 077       | 6,91         | 705 430     | 67,77       | 69     | 75,82  |
|                | Brigitte Barèges   | Majorité présidentielle                                      | 220 624      | 21,75        | 335 512     | 32,23       | 22     | 24,17  |
|                | Frédéric Cabrolier | FN                                                           | 95 689       | 9,44         |             |             |        |        |
|                | Arnaud Lafon       | MoDem                                                        | 38 290       | 3,78         |             |             |        |        |
|                | Myriam Martin      | NPA - MOC                                                    | 29 319       | 2,89         |             |             |        |        |
|                | Sandra Torremocha  | LO                                                           | 8 548        | 0,84         |             |             |        |        |
|                |                    |                                                              |              |              |             |             |        |        |
| Inscrits       | Inscrits           | Inscrits                                                     | 2 038 106    | 100,00       | 2 038 033   | 100,00      |        |        |
| Abstention     | Abstention         | Abstention                                                   | 983 383      | 48,25        | 929 481     | 45,61       |        |        |
| Votants        | Votants            | Votants                                                      | 1 054 723    | 51,75        | 1 108 552   | 54,39       |        |        |
| Blancs et nuls | Blancs et nuls     | Blancs et nuls                                               | 40 513       | 3,84         | 67 610      | 6,10        |        |        |
| Exprimés       | Exprimés           | Exprimés                                                     | 1 014 210    | 96,16        | 1 040 942   | 93,90       |        |        |

* liste du président sortant

### Départementaux

#### Ariège
| Tête de liste  | Tête de liste    | Liste                                                        | Premier tour | Premier tour | Second tour | Second tour | Sièges | Sièges |
| Tête de liste  | Tête de liste    | Liste                                                        | #            | %            | #           | %           | #      | %      |
| -------------- | ---------------- | ------------------------------------------------------------ | ------------ | ------------ | ----------- | ----------- | ------ | ------ |
|                | Marc Carballido* | PS et alliés                                                 | 24 823       | 42,95        | 42 107      | 72,85       | 4      | 80,00  |
|                | François Calvet  | EÉ - MEI                                                     | 8 131        | 14,07        | 42 107      | 72,85       | 4      | 80,00  |
|                | Liliane Cassan   | FG - Mouvement politique d'éducation populaire (M'PEP) - R&S | 5 473        | 9,47         | 42 107      | 72,85       | 4      | 80,00  |
|                | Philippe Calleja | Majorité présidentielle                                      | 10 043       | 17,38        | 15 695      | 27,15       | 1      | 20,00  |
|                | Armand Delamare  | FN                                                           | 4 985        | 8,63         |             |             |        |        |
|                | Denis Seel       | NPA - MOC                                                    | 2 150        | 3,72         |             |             |        |        |
|                | Krysthel Collet  | MoDem                                                        | 1 566        | 2,71         |             |             |        |        |
|                | Michel Laserge   | LO                                                           | 625          | 1,08         |             |             |        |        |
|                |                  |                                                              |              |              |             |             |        |        |
| Inscrits       | Inscrits         | Inscrits                                                     | 114 538      | 100,00       | 114 511     | 100,00      |        |        |
| Abstention     | Abstention       | Abstention                                                   | 54 126       | 47,26        | 51 655      | 45,11       |        |        |
| Votants        | Votants          | Votants                                                      | 60 412       | 52,74        | 62 856      | 54,89       |        |        |
| Blancs et nuls | Blancs et nuls   | Blancs et nuls                                               | 2 616        | 2,28         | 5 054       | 8,04        |        |        |
| Exprimés       | Exprimés         | Exprimés                                                     | 57 796       | 50,46        | 57 802      | 91,96       |        |        |

* liste du président sortant

#### Aveyron
| Tête de liste  | Tête de liste        | Liste                   | Premier tour | Premier tour | Second tour | Second tour | Sièges | Sièges |
| Tête de liste  | Tête de liste        | Liste                   | #            | %            | #           | %           | #      | %      |
| -------------- | -------------------- | ----------------------- | ------------ | ------------ | ----------- | ----------- | ------ | ------ |
|                | Marie-Lou Marcel*    | PS et alliés            | 44 407       | 38,65        | 72 241      | 60,66       | 7      | 70,00  |
|                | Marie-France Vabre   | EÉ - MEI                | 13 801       | 12,01        | 72 241      | 60,66       | 7      | 70,00  |
|                | Guilhem Sérieys      | FG - M'PEP - R&S        | 6 797        | 5,92         | 72 241      | 60,66       | 7      | 70,00  |
|                | Jean-Claude Luche    | Majorité présidentielle | 32 766       | 28,52        | 46 848      | 39,34       | 3      | 30,00  |
|                | Jean-Pierre Aubregan | FN                      | 7 969        | 6,94         |             |             |        |        |
|                | Jean-Marie Daures    | MoDem                   | 4 899        | 4,26         |             |             |        |        |
|                | Maxime Gaillac       | NPA - MOC               | 3 430        | 2,99         |             |             |        |        |
|                | Martine Guiraud      | LO                      | 828          | 0,72         |             |             |        |        |
|                |                      |                         |              |              |             |             |        |        |
| Inscrits       | Inscrits             | Inscrits                | 218 067      | 100,00       | 218 043     | 100,00      |        |        |
| Abstention     | Abstention           | Abstention              | 97 236       | 44,59        | 91 161      | 41,81       |        |        |
| Votants        | Votants              | Votants                 | 120 831      | 55,41        | 126 882     | 58,19       |        |        |
| Blancs et nuls | Blancs et nuls       | Blancs et nuls          | 5 934        | 2,72         | 7 793       | 6,14        |        |        |
| Exprimés       | Exprimés             | Exprimés                | 114 897      | 52,69        | 119 089     | 93,86       |        |        |

* liste du président sortant

#### Haute-Garonne
| Tête de liste  | Tête de liste      | Liste                   | Premier tour | Premier tour | Second tour | Second tour | Sièges | Sièges |
| Tête de liste  | Tête de liste      | Liste                   | #            | %            | #           | %           | #      | %      |
| -------------- | ------------------ | ----------------------- | ------------ | ------------ | ----------- | ----------- | ------ | ------ |
|                | Martin Malvy*      | PS et alliés            | 156 269      | 40,74        | 270 736     | 69,50       | 28     | 75,68  |
|                | Gérard Onesta      | EÉ - MEI                | 60 395       | 15,75        | 270 736     | 69,50       | 28     | 75,68  |
|                | Charles Marziani   | FG - M'PEP - R&S        | 24 902       | 6,49         | 270 736     | 69,50       | 28     | 75,68  |
|                | Brigitte Barèges   | Majorité présidentielle | 75 172       | 19,60        | 118 790     | 30,50       | 9      | 24,32  |
|                | Frédéric Cabrolier | FN                      | 38 215       | 9,96         |             |             |        |        |
|                | Arnaud Lafon       | MoDem                   | 15 111       | 3,94         |             |             |        |        |
|                | Myriam Martin      | NPA - MOC               | 10 467       | 2,73         |             |             |        |        |
|                | Sandra Torremocha  | LO                      | 3 040        | 0,79         |             |             |        |        |
|                |                    |                         |              |              |             |             |        |        |
| Inscrits       | Inscrits           | Inscrits                | 807 554      | 100,00       | 807 569     | 100,00      |        |        |
| Abstention     | Abstention         | Abstention              | 413 124      | 51,16        | 396 485     | 49,10       |        |        |
| Votants        | Votants            | Votants                 | 394 430      | 48,84        | 411 084     | 50,90       |        |        |
| Blancs et nuls | Blancs et nuls     | Blancs et nuls          | 10 859       | 1,34         | 21 558      | 5,24        |        |        |
| Exprimés       | Exprimés           | Exprimés                | 383 571      | 47,50        | 389 526     | 94,76       |        |        |

* liste du président sortant

#### Gers
| Tête de liste  | Tête de liste          | Liste                   | Premier tour | Premier tour | Second tour | Second tour | Sièges | Sièges |
| Tête de liste  | Tête de liste          | Liste                   | #            | %            | #           | %           | #      | %      |
| -------------- | ---------------------- | ----------------------- | ------------ | ------------ | ----------- | ----------- | ------ | ------ |
|                | Jean-Louis Guilhaumon* | PS et alliés            | 30 759       | 42,71        | 50 223      | 66,18       | 5      | 83,33  |
|                | Fatma Adda             | EÉ - MEI                | 8 409        | 11,68        | 50 223      | 66,18       | 5      | 83,33  |
|                | Maurice Salles         | FG - M'PEP - R&S        | 4 706        | 6,53         | 50 223      | 66,18       | 5      | 83,33  |
|                | Christiane Pieters     | Majorité présidentielle | 16 522       | 22,94        | 25 667      | 33,82       | 1      | 16,67  |
|                | Vanessa Assenne        | FN                      | 6 045        | 8,39         |             |             |        |        |
|                | Victoire Crispel       | MoDem                   | 2 965        | 4,12         |             |             |        |        |
|                | Gaël Schutz            | NPA - MOC               | 2 045        | 2,84         |             |             |        |        |
|                | Tristan Lalanne        | LO                      | 569          | 0,79         |             |             |        |        |
|                |                        |                         |              |              |             |             |        |        |
| Inscrits       | Inscrits               | Inscrits                | 141 192      | 100,00       | 141 158     | 100,00      |        |        |
| Abstention     | Abstention             | Abstention              | 65 675       | 46,51        | 60 334      | 42,74       |        |        |
| Votants        | Votants                | Votants                 | 75 517       | 53,49        | 80 824      | 57,26       |        |        |
| Blancs et nuls | Blancs et nuls         | Blancs et nuls          | 3 497        | 2,48         | 4 934       | 6,10        |        |        |
| Exprimés       | Exprimés               | Exprimés                | 72 020       | 51,01        | 75 890      | 93,90       |        |        |

* liste du président sortant

#### Lot
| Tête de liste  | Tête de liste        | Liste                   | Premier tour | Premier tour | Second tour | Second tour | Sièges | Sièges |
| Tête de liste  | Tête de liste        | Liste                   | #            | %            | #           | %           | #      | %      |
| -------------- | -------------------- | ----------------------- | ------------ | ------------ | ----------- | ----------- | ------ | ------ |
|                | Marie-Odile Delcamp* | PS et alliés            | 34 737       | 47,69        | 53 498      | 71,66       | 5      | 83,33  |
|                | Alain Ciekanski      | EÉ - MEI                | 8 926        | 12,25        | 53 498      | 71,66       | 5      | 83,33  |
|                | Anne Laporterie      | FG - M'PEP - R&S        | 5 188        | 7,12         | 53 498      | 71,66       | 5      | 83,33  |
|                | Monique Martignac    | Majorité présidentielle | 14 616       | 20,06        | 21 153      | 28,34       | 1      | 16,67  |
|                | Jean-Marie Durand    | FN                      | 4 685        | 6,43         |             |             |        |        |
|                | Jean-Claude Tassain  | MoDem                   | 2 162        | 2,97         |             |             |        |        |
|                | Jean-Luc Morestin    | NPA - MOC               | 2 073        | 2,85         |             |             |        |        |
|                | Élisabeth Podgorny   | LO                      | 457          | 0,63         |             |             |        |        |
|                |                      |                         |              |              |             |             |        |        |
| Inscrits       | Inscrits             | Inscrits                | 133 147      | 100,00       | 133 147     | 100,00      |        |        |
| Abstention     | Abstention           | Abstention              | 57 240       | 42,99        | 53 922      | 40,50       |        |        |
| Votants        | Votants              | Votants                 | 75 907       | 57,01        | 79 225      | 59,50       |        |        |
| Blancs et nuls | Blancs et nuls       | Blancs et nuls          | 3 063        | 2,30         | 4 574       | 5,77        |        |        |
| Exprimés       | Exprimés             | Exprimés                | 72 844       | 54,71        | 74 651      | 94,23       |        |        |

* liste du président sortant

#### Hautes-Pyrénées
| Tête de liste  | Tête de liste     | Liste                   | Premier tour | Premier tour | Second tour | Second tour | Sièges | Sièges |
| Tête de liste  | Tête de liste     | Liste                   | #            | %            | #           | %           | #      | %      |
| -------------- | ----------------- | ----------------------- | ------------ | ------------ | ----------- | ----------- | ------ | ------ |
|                | Bernard Plano*    | PS et alliés            | 34 701       | 40,52        | 62 198      | 70,07       | 6      | 75,00  |
|                | Nathalie Nowak    | EÉ - MEI                | 9 813        | 11,46        | 62 198      | 70,07       | 6      | 75,00  |
|                | Marie-Pierre Vieu | FG - M'PEP - R&S        | 8 904        | 10,40        | 62 198      | 70,07       | 6      | 75,00  |
|                | Gérard Trémège    | Majorité présidentielle | 18 307       | 21,38        | 26 573      | 29,93       | 2      | 25,00  |
|                | Jean-Pierre Atoch | FN                      | 6 647        | 7,76         |             |             |        |        |
|                | Pierre Lagonelle  | MoDem                   | 3 482        | 4,07         |             |             |        |        |
|                | Sylvie Bacqué     | NPA - MOC               | 2 866        | 3,35         |             |             |        |        |
|                | François Meunier  | LO                      | 911          | 1,06         |             |             |        |        |
|                |                   |                         |              |              |             |             |        |        |
| Inscrits       | Inscrits          | Inscrits                | 177 109      | 100,00       | 177 149     | 100,00      |        |        |
| Abstention     | Abstention        | Abstention              | 87 809       | 49,58        | 82 060      | 46,32       |        |        |
| Votants        | Votants           | Votants                 | 89 300       | 50,42        | 95 089      | 53,68       |        |        |
| Blancs et nuls | Blancs et nuls    | Blancs et nuls          | 3 669        | 2,07         | 6 318       | 6,64        |        |        |
| Exprimés       | Exprimés          | Exprimés                | 85 631       | 48,35        | 88 771      | 93,36       |        |        |

* liste du président sortant

#### Tarn
| Tête de liste  | Tête de liste    | Liste                   | Premier tour | Premier tour | Second tour | Second tour | Sièges | Sièges |
| Tête de liste  | Tête de liste    | Liste                   | #            | %            | #           | %           | #      | %      |
| -------------- | ---------------- | ----------------------- | ------------ | ------------ | ----------- | ----------- | ------ | ------ |
|                | Gérard Poujade*  | PS et alliés            | 56 360       | 39,93        | 96 538      | 66,21       | 9      | 75,00  |
|                | Guillaume Cros   | EÉ - MEI                | 16 967       | 12,02        | 96 538      | 66,21       | 9      | 75,00  |
|                | Jeanne Jimenez   | FG - M'PEP - R&S        | 9 002        | 6,38         | 96 538      | 66,21       | 9      | 75,00  |
|                | Jacques Touroude | Majorité présidentielle | 31 432       | 22,27        | 49 274      | 33,79       | 3      | 25,00  |
|                | Jean-Paul Piloz  | FN                      | 16 565       | 11,73        |             |             |        |        |
|                | Laurence Pujol   | MoDem                   | 5 407        | 3,83         |             |             |        |        |
|                | Antoine Dequidt  | NPA - MOC               | 4 004        | 2,84         |             |             |        |        |
|                | Chantal Tressens | LO                      | 1 424        | 1,01         |             |             |        |        |
|                |                  |                         |              |              |             |             |        |        |
| Inscrits       | Inscrits         | Inscrits                | 277 826      | 100,00       | 277 803     | 100,00      |        |        |
| Abstention     | Abstention       | Abstention              | 129 908      | 46,76        | 121 375     | 43,69       |        |        |
| Votants        | Votants          | Votants                 | 147 918      | 53,24        | 156 428     | 56,31       |        |        |
| Blancs et nuls | Blancs et nuls   | Blancs et nuls          | 6 757        | 2,43         | 10 616      | 6,79        |        |        |
| Exprimés       | Exprimés         | Exprimés                | 141 161      | 50,81        | 145 812     | 93,21       |        |        |

* liste du président sortant

#### Tarn-et-Garonne
| Tête de liste  | Tête de liste        | Liste                   | Premier tour | Premier tour | Second tour | Second tour | Sièges | Sièges |
| Tête de liste  | Tête de liste        | Liste                   | #            | %            | #           | %           | #      | %      |
| -------------- | -------------------- | ----------------------- | ------------ | ------------ | ----------- | ----------- | ------ | ------ |
|                | Sylvia Pinel*        | PS et alliés            | 33 043       | 38,29        | 57 889      | 64,75       | 5      | 71,43  |
|                | Annie Bonnefont      | EÉ - MEI                | 10 115       | 11,72        | 57 889      | 64,75       | 5      | 71,43  |
|                | Marie-Claude Bouyssi | FG - M'PEP - R&S        | 5 102        | 5,91         | 57 889      | 64,75       | 5      | 71,43  |
|                | Thierry Deville      | Majorité présidentielle | 21 767       | 25,23        | 31 512      | 35,25       | 2      | 28,57  |
|                | Thierry Viallon      | FN                      | 10 582       | 12,26        |             |             |        |        |
|                | Thierry Faget        | MoDem                   | 2 698        | 3,13         |             |             |        |        |
|                | Sébastien Tési       | NPA - MOC               | 2 287        | 2,65         |             |             |        |        |
|                | Richard Bianco       | LO                      | 696          | 0,81         |             |             |        |        |
|                |                      |                         |              |              |             |             |        |        |
| Inscrits       | Inscrits             | Inscrits                | 168 673      | 100,00       | 168 653     | 100,00      |        |        |
| Abstention     | Abstention           | Abstention              | 78 265       | 46,40        | 72 489      | 42,98       |        |        |
| Votants        | Votants              | Votants                 | 90 408       | 53,60        | 96 164      | 57,02       |        |        |
| Blancs et nuls | Blancs et nuls       | Blancs et nuls          | 4 118        | 2,44         | 6 763       | 7,03        |        |        |
| Exprimés       | Exprimés             | Exprimés                | 86 290       | 95,45        | 89 401      | 92,97       |        |        |

* liste du président sortant